# Izumo (Schiff, 2015)
Die Izumo (DDH-183) (japanisch いずも) ist ein Hubschrauberträger der Japanischen Maritimen Selbstverteidigungsstreitkräfte und das Typschiff der Izumo-Klasse. Der Name wurde der historischen Provinz Izumo entnommen.

## Bau
Die Izumo wurde in der Werft der Japan Marine United, einem Tochterunternehmen der IHI, in Yokohama am 27. Januar 2012 auf Kiel gelegt. Der Stapellauf fand am 6. August 2013 statt und ihr Heimathafen ist Yokosuka. Die Baukosten beliefen sich auf umgerechnet 1,2 Milliarden US-Dollar.
Aus Verfassungsgründen werden Hubschrauberträger der Selbstverteidigungsstreitkräfte wie die Izumo offiziell als „Helikopter-Zerstörer“ (DDH, jap. ヘリコプター搭載護衛艦, herikoputā tōsai goeikan, wobei der japanische Begriff für „Zerstörer“ wörtlich „Geleitschiff“ heißt) bezeichnet.

### Umbau zum Flugzeugträger
Premierminister Shinzō Abe gab im Dezember 2018 bekannt, seine Regierung habe per Kabinettsbeschluss den Kauf von 105 Kampfflugzeugen vom Typ Lockheed Martin F-35, davon 42 in der STOVL-Variante F-35B, genehmigt. Da Letztere bei Bedarf auf Schiffen der Izumo-Klasse landen und starten sollen, werden die Izumo und Kaga, das zweite Schiff der Izumo-Klasse, faktisch zu Flugzeugträgern umgerüstet.
Die Izumo war nach erfolgtem Umbau das erste Schiff der Klasse, auf dem am 3. Oktober 2021 tatsächlich F-35Bs starteten und landeten. Es handelte sich dabei nicht um japanische, sondern um US-amerikanische Maschinen des United States Marine Corps. Bis zum Jahr 2026 sollen weitere Umbaumaßnahmen erfolgen, die die Izumo befähigen werden, eigenständig F-35Bs einzusetzen.

## Einsätze
Im August 2015 nahm die Izumo an einer Katastrophenschutzübung der Behörde für maritime Sicherheit in Tokio teil.
Ihren ersten bedeutenden Einsatz begann die Izumo am 1. Mai 2017, als sie zusammen mit dem U-Jagdzerstörer Sazanami zu einem rund einhunderttägigen Übungseinsatz ins Südchinesische Meer aufbrach. Dort begleitete sie unter anderem den Massengutfrachter USNS Richard E. Byrd und führte Manövrier- und Kommunikationsübungen mit dem Littoral Combat Ship Coronado aus. Am 14. Mai 2017 erreichte sie Singapur, um an einer Marineveranstaltung teilzunehmen. Weitere Übungen mit der United States Navy, der Indian Navy und anderen Marinestreitkräften der ASEAN sind geplant.

## Galerie

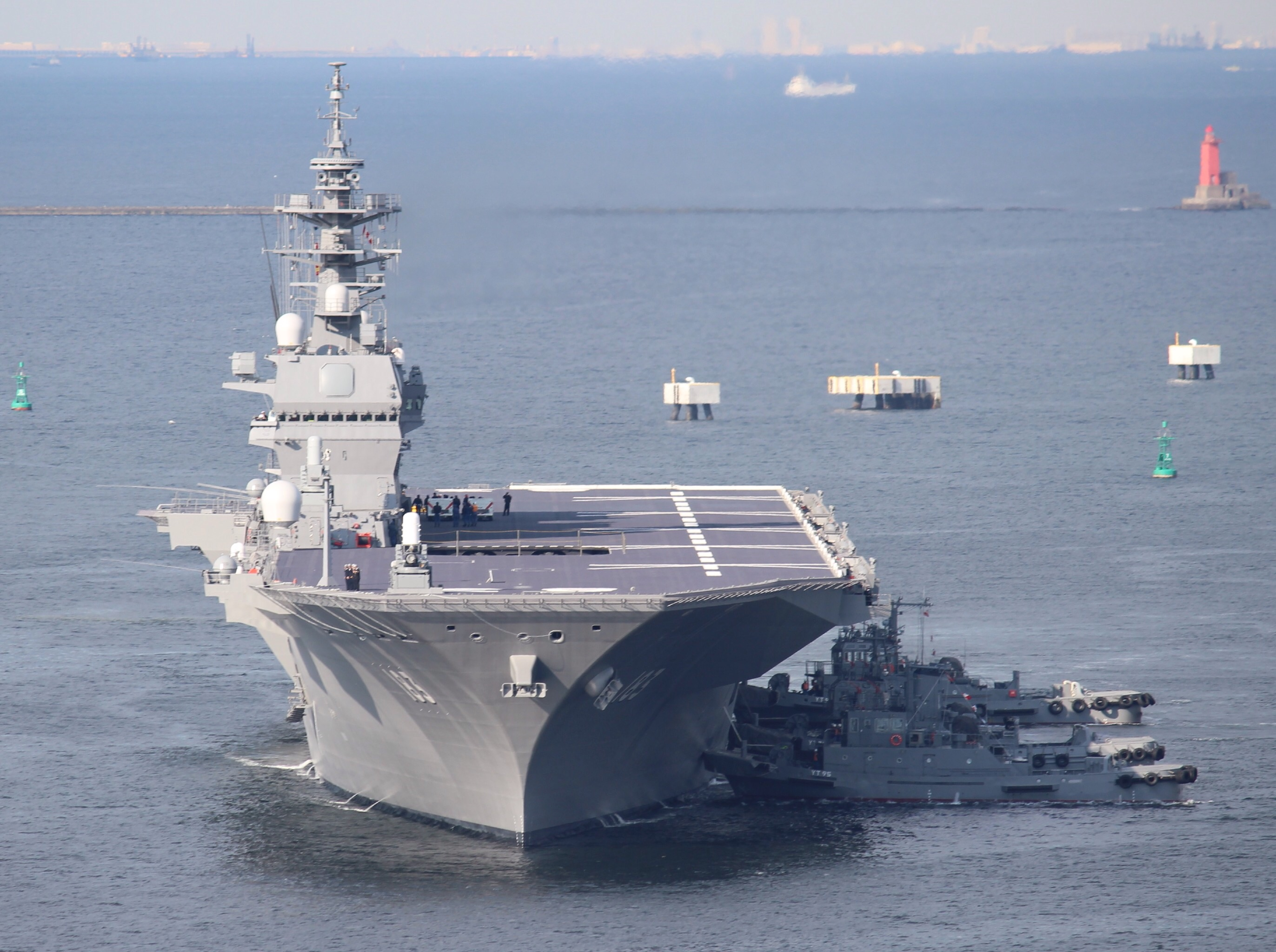
Izumo vor dem Umbau (2015)
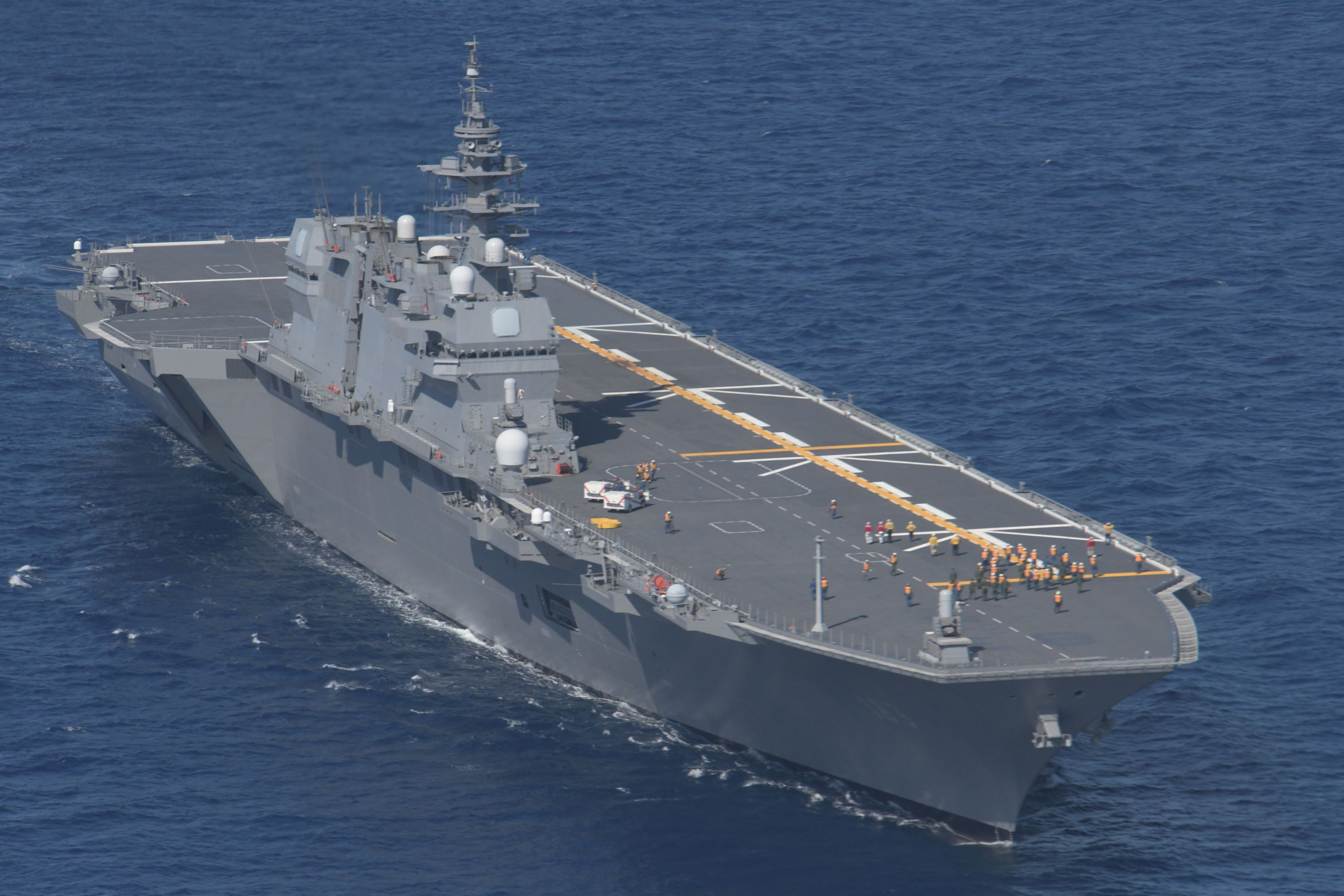
Izumo nach dem Umbau (2021)
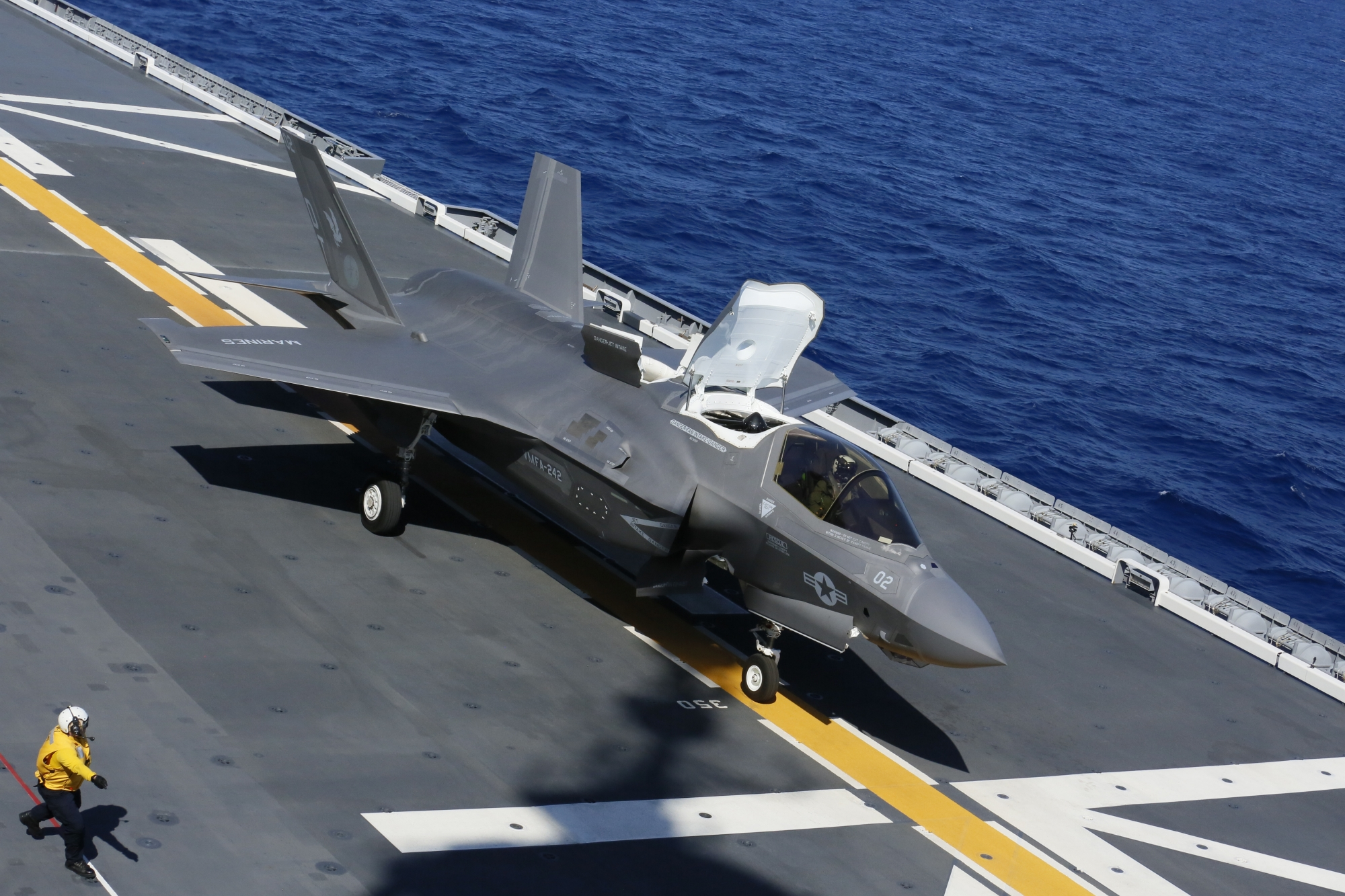
F-35B auf dem Flugdeck des Izumo (2021)